# 赛伊达
赛伊达（阿拉伯语：‎）是阿尔及利亚賽伊达省的首会。

## 友好城市
- 法國 欧奈苏布瓦